# Асен Пешев
Асен Пешев – Капуй е български футболист, нападател. Най-известен като футболист на Левски (София), където играе от 1924 до 1940 г. Има 41 мача и 11 гола за националния отбор на България, като е капитан на отбора от 1927 до 1936 г. Той е първият футболист на годината, след като през 1931 г. печели анкетата на в-к „Спорт“.
По професия Пешев е инженер – землемер. След 9 сепгември 1944 г. Капуй е изключен от физкултурното движение в България, защото е бил професионален футболист в Чехословакия. До края на дните си е проектант в „Агролеспроект“ към Министерството на земеделието и по-късно в „Геопланпроект“.

## Клубна кариера
Започва кариерата си в тима на „Владислав (София)“ през 1923 ф. На следващия сезон преминава в „Левски“, където се налага като ляв инсайд. Общо в Левски има 13 сезона. Шампион на България и носител на купата през 1933 и 1937 г., трикратен столичен шампион през 1925, 1929 и 1933, четирикратен носител на Купата „Улпия Сердика“ (1926, 1930, 1931 и 1932 г.), двукратен носител на Балканската купа през 1932 и 1935. Голмайстор на шампионата през 1933 г. с 27 гола (10 от тях във финалната фаза на турнира). В шампионския марш Пешев участва в 13 от общо 17 мача. Четирите пропуснати срещи се дължат на фрактура, получена на турнира за Балканската купа в Букурещ. И все пак той отбелязва 27 гола в 13 срещи, което прави средно по 2,07 гола на мач. Забележително е, че той постига 4 хеттрика: срещу Спортклуб (Сф) – 7:2; Борислав (Сф) – 8:2; Раковски (Сф)- 8:1 и Ботев (Ямбол) – 4:2. В мача с Борислав (Кн) – 9:1, той отбелязва цели 5 гола. Рекордьор е в дербитата срещу Славия по това време, като той изиграва 23 мача и отбелязва 23 гола. Може би затова шеговито го наричат „враг №1 на Славия“. За Левски има 99 шампионатни мача и 86 гола, изиграл е и 62 международни срещи, в които е отбелязал 52 гола.
През 1934 г. заминава за Бърно, Чехословакия, където в местната политехника изучава земемерно инженерство. В това време Чехословакия е една от водещите футболни нации в света. През 1934 е дори световен вицешампион. Пешев е добре известен на местната футболна общественост от Славянския турнир в Прага през 1932 г. В двата мача на Левски срещу пражките Бохемианс (1:2) и Спарта (1:1) той отбелязва и двете попадения на сините. Нападателят става част от Жиденице (Бърно). Изиграва 1 мач за тима и през април 1934 г. преминава в друг отбор от града – Моравска Славия, по това време в Моравската дивизия. През януари 1935 г. негов съотборник в клуба става друг българин – Михаил Лозанов. Пешев се налага като един от водещите играчи на тима и дори участва в мачове на сборния градски тим на Бърно. През сезон 1934/35 Моравска Славия печели първенството на Моравия и се класира за първенството на Чехословакия. В продължение на две години Капуй играе футбол за да се издържа и да учи за инженер. През сезон 1936/37 изиграва 4 мача за Моравска Славия в Първа лига на Чехословакия, но в края на сезона тимът изпада, записвайки само 1 победа за целия сезон. Пробван е на различни позиции като дясно крило и даже ляв бек.
Съгласно тогавашните правила Пешев периодично се връща в България и облича екипа на Левски в някои от по-важните мачове на отбора. След дипломирането си отново играе за Левски през сезона 1939/40. Между 1941 и 1943 г. отново играе за Владислав София.

## Национален отбор
За национален отбор има 41 мача (в 18 е бил капитан) и 11 гола в периода 1927 – 1936 г. С националния отбор печели купата на БОК през 1931 г. и Балканската купа от турнира в Белград през 1932 г. Участва в първите квалификационни мачове за СП-1934 с Унгария и Австрия.

## Стил на игра
Капуй е отличен техник с чувство за комбинативност, вроден инстинкт за пласиране, физическа мощ и поразяващ шут с левия крак. Особено ефектни са ударите му от въздуха, заради което публиката казва, че е „царят на волетата“. Неговият съотборник Асен Панчев го описва така : „Винаги знаех къде е той. Между нас цареше пълна хармония, всеки чувстваше другия като неизменна част от себе си.“ Известен е като един от най-големите майстори на волета по това време.